# كيت لامبرت
كيت لامبرت (بالإنجليزية: Kit Lambert)‏ هو مدير مواهب ووكيل مواهب ومنتج أسطوانات وملحن ومخرج بريطاني، ولد في 11 مايو 1935 في نايتسبريدج في المملكة المتحدة، وتوفي في 7 أبريل 1981 في لندن في المملكة المتحدة.

## وصلات خارجية
- كيت لامبرت على موقع IMDb (الإنجليزية)
- كيت لامبرت على موقع ميوزك برينز (الإنجليزية)
- كيت لامبرت على موقع ديسكوغز (الإنجليزية)